# Bundz
Bundz, bunc, ser klagany – ser z mleka owczego, produkowany głównie na Podhalu, w Gorcach, Beskidzie Sądeckim i w zachodniej części Podbeskidzia i Beskidzie Śląskim.
Proces produkcji bundzu w pierwszej fazie wygląda tak samo jak wytwarzanie oscypków. Zlane do „puciery” mleko „klaguje” się, czyli doprowadza do ścięcia białka przez enzymy zawarte w podpuszczce (klagu), wyodrębnionej z żołądków cieląt. Powstały skrzep serowy parzy się następnie przez kilka minut w temperaturze około 70 °C. Ser odcedza się na płótnie w postaci dużych brył. Otrzymuje się ser o łagodnym smaku.
Walory smakowe bundzu nie są stałe. Najsmaczniejszy jest bundz z wiosennego wypasu owiec, jeszcze do nocy św. Jana, tradycyjnie uważany za przysmak – ma on nawet swoją zwyczajową nazwę: bundz majowy.
10 października 2005 roku bundz został wpisany na listę produktów tradycyjnych a ser klagany 9 maja 2006 r. w kategorii Produkty mleczne w województwie śląskim.